# ريتش كوان
ريتش كوان (بالإنجليزية: Rich Cowan)‏ هو منتج أفلام وكاتب سيناريو ومخرج وسياسي أمريكي، ولد في 7 فبراير 1956 في سبوكين في الولايات المتحدة. حزبياً، نشط في الحزب الديمقراطي.

## روابط خارجية
- ريتش كوان على موقع IMDb (الإنجليزية)
- ريتش كوان على موقع ألو سيني (الفرنسية)
- ريتش كوان على موقع أول موفي (الإنجليزية)
- ريتش كوان على موقع قاعدة بيانات الفيلم (الإنجليزية)
- ريتش كوان على موقع كينوبويسك (الروسية)